# Gaio Cervonio Papo
Gaio Cervonio Papo (latino: Gaius Cervonius Papus; fl. 243) è stato un politico romano di età imperiale, console posterior del 243 assieme a Lucio Annio Arriano.